# Karel Vágner
Karel Vágner (* 22. března 1942 Praha) je český kontrabasista, baskytarista, hudební producent, skladatel, zpěvák, kapelník a podnikatel.

## Život
Narodil se 22. března 1942 v Praze. Dětství strávil v pražských Kbelích. Vyučil se nástrojářem a pracoval ve Veltechně v Čakovicích. V mládí se věnoval hlavně atletice a fotbalu. Utrpěl však pracovní úraz, po kterém ukončil svou sportovní kariéru. Na vojně začal hrát na kontrabas, což ho přivedlo k hudbě. Po návratu z vojenské služby vstoupil na Pražskou konzervatoř a hru na kontrabas studoval profesionálně. Hrál v několika skupinách jako Greenhorns, Hroši Jana Spáleného, posléze v orchestru Karla Duby.
Orchestr Karla Duby často jezdil na zahraniční turné. Vágner se s touto kapelou účastnil zájezdu po Mongolsku a Sovětském svazu. Dne 21. srpna 1968, kapelu vzali pořadatelé na výlet. Při dopravní nehodě autobus spadl ze srázu a převrátil se. Vágner spolu s klávesistou Ivem Moravusem vypadli z autobusu oknem. Oba spolu s Jiřím Jelínkem nehodu přežili. Vágnerl měl rozbitou hlavu a poraněnou páteř.
Je otcem šesti dětí: Karla, Jakuba (světově uznávaného sportovního rybáře), Josefa (účinkujícího v muzikálu Bídníci, Kleopatra, Monte Cristo a Angelika), Terezy (účinkující v soutěži X-Factor), Anny (účinkující v muzikálu Bídnici, členky baletního souboru SND, juniorské mistryně republiky v moderní gymnastice) a Barbory
 (účinkující v divadle a v muzikálu Mirjam Landové Bílý dalmatin).
Je zakladatelem vydavatelské firmy Multisonic, majitelem nahrávacího studia a bývalým hoteliérem. Je znám především jako úspěšný kapelník, kdy spolupracoval s českou zpěvačkou Hanou Zagorovou, s pěveckou dvojicí Petr Kotvald a Stanislav Hložek nebo s kytaristou Lubomírem Brabcem.

## Dílo (výběr)
- Holky z naší školky, zpěv Stanislav Hložek, Petr Kotvald, text Pavel Žák
- Hej, mistře basu - duet s Hanou Zagorovou
- Filmová hudba k filmu Bota jménem Melichar (režie Zdeněk Troška)
- Abilene se skupinou Greenhorns
- Modrá čajovna – zpěv Hana Zagorová text Pavel Vrba
- Filmová hudba k filmu Slunce, seno, jahody (režie Zdeněk Troška 1983)
- Filmová hudba k filmu Slunce, seno a pár facek (režie Zdeněk Troška 1989)
- Vánoční holky z naší školky, zpěv Stanislav Hložek, Petr Kotvald, text Pavel Žák
- Svlékám pouta svá zpěv Karel Gott, text Zdeněk Borovec
- Usnul nám, spí[3] text Pavel Žák
- Valící se kameny zpěv Petra Janů text Pavel Vrba
- Dny jdou zpěv Iveta Bartošová. text Boris Janíček
- Evropo, Evropo... (závěrečná píseň filmové trilogie Slunce, seno..., zpěv – Karel Černoch, autor textu: Zdeněk Borovec?)
- Filmová hudba k filmu Slunce, seno, erotika (režie Zdeněk Troška 1991)
- Copacabana, Braziliana – zpěv fotbalový klub Amfora, text Petr Salava
- Duhová víla (zpěv Hana Zagorová, Petr Rezek, text Pavel Žák)
- Krok sun krok – zpěv Stanislav Hložek text Miroslav Novák
- Filmová hudba k TV seriálu Racochejl
- Benjamín – zpěv Hana Zagorová text Michael Prostějovský, hudba společně s Vitězslavem Hádlem
- Tom a Jerry (úvodní znělka, zpěv Hana Zagorová, text Zdeněk Borovec)
- Počítadlo lásky zpěv Hana Zagorová, Stanislav Hložek, Petr Kotvald, text Pavel Žák
- Ahoj léto zpěv Hana Zagorová, text Pavel Žák
- Dneska už to vím zpěv Hana Zagorová, text Hana Zagorová
- Hlaď mě zpěv Miroslav Donutil text Pavel Žák
- Na dně moří zpěv Hana Zagorová, text Hana Zagorová
- Ten pán v bílém zpěv Kateřina Brožová text Pavel Vrba
- Mám fotbal rád zpěv Karel Zich text Zdeněk Borovec
- Když je mi nejhůř zpěv Jiří Suchý, text Jiří Suchý
- Sláva bláznivým nápadům zpěv Heidi Janků text Michal Bukovič
- Než zapadne (hudba Karel Vágner a Peter Hanzely)
- Neztrať úsměv (hudba Karel Vágner a Peter Hanzely)
- Láska nebo přátelství zpěv Josef Vágner text Eduard Krečmar
- Filmová hudba k filmům Babovřesky 1–3 (režie Zdeněk Troška 2013, 2014, 2015)
- S láskou nám je líp zpěv Lucie Vondráčková, Josef Vágner text Eduard Krečmar

### Diskografie
- Kromě alb na kterých je uveden jako autor hudby mu dále vyšlo:
- 1983 Duhová víla – Přátelská setkání 3, Karel Vágner se svým orchestrem – Supraphon, LP
- 1985 In The New Mood, VOX – Karel Vagner Group – Supraphon/Artia, LP
- 1987 SingingThatHappySong, VOX – Karel Vagner Group – Supraphon/Artia, LP
- 1988 Dny jdou – Supraphon, LP
- 1989 Jambo Karla Vágnera – Supraphon, LP
- 1988 Transformations – Lubomír Brabec a Karel Vágner – Supraphon, LP, CD
- 1990 Transformations 2 – Lubomír Brabec a Karel Vágner – Supraphon, CD
- 1993 Christmas Transformations – Lubomír Brabec a Karel Vágner – Multisonic, CD
- 1997 V pohodě – Multisonic, CD
- 2000 Slunce, seno, jahody – Multisonic CD
- 2007 My jsme kluci vočkovaný Olšanem – Jan Vyčítal & Karel Vágner – Multisonic, CD
- 2008 65 + 65 = 130 – Jan Vyčítal & Karel Vágner – Multisonic, DVD
- 2009 Modrá čajovna – Hana Zagorová – Multisonic CD
- 2009 Hej, mistře basů – Multisonic DVD
- 2009 Karel Vágner & Honza Vyčítal: My jsme kluci vočkovaný Olšanem – Multisonic CD
- 2010  Duety se slavnými muži – Multisonic CD
- 2017 Hej mistře basů aneb 75.narozeniny Karla Vágnera – DVD – Česká televize
- 2017 2CD Zlatá kolekce Karla Vágner – Multisonic CD